# Andrejs Upīts
Andrejs Upīts (Vidzemei Skrīveri 1877. december 4. – Riga, 1970. november 17.) lett író, drámaíró, akadémikus és politikus.

## Élete
A vidzemei Skrīveri faluban született földbérlő családban. Miután elvégezte a falusi iskolát Rigába ment, ahol tanítói oklevelet szerzett. 1908-ban már ismert újságíró volt, . 1905-ben csatlakozott a kommunista mozgalomhoz.
1915-ben a német megszállás elől evakuált Oroszország különböző területein élt, leginkább a Kaukázusban.
1917-ben a februári forradalom idején visszatért Lettországba és a Rigai Munkásküldöttek Tanácsának tagja lett. Tevékenységéért börtönbe került. 1919-ben, miután a németek távoztak Lettországból, megbízták a Lett Művelődésügyi Népbiztosság vezetésével. A Vörös Hadsereg kivonulásával egy időben Upīts is elhagyta az országot. 1921-ben amikor visszatért azonnal börtönbe csukták. Kiszabadulását követően szülőfalujában, Skrīveriben telepedett le, és a „Domas” folyóirat szerkesztője volt.
1940-ben, Lettország szovjet megszállásakor, a Népi tanács (parlament) tagjává, majd a Lett SZSZK Legfelsőbb Tanácsa elnökségének az elnökhelyettesévé választották. 1944-től 1954-ig a Lett Írószövetség elnöke, 1954 után haláláig tiszteletbeli elnöke. 1947-ben kinevezték a Szovjet Írószövetség főtitkárhelyettesévé is. A második világháború idején a moszkvai Znamja irodalmi folyóirat felelős szerkesztője.
1944-től végzett egyetemi oktatói tevékenységet. 1945-ben szerezte meg a filológiai tudományok doktora címet és 1946-tól a Lett Tudományos Akadémia tagja.

## Irodalmi munkássága
Andrejs Upīts első elbeszélése 1892-ben jelent meg. A 20. század első éveiben sorra jelentek meg realista elbeszélései, regényei és drámái. Ennek az írói korszakának legjelentősebb műve a „Robežnieki” („Robežniekok”) című trilógia. Ebben a három regényben a nagy családregények hagyományait követve mutatja be a patriarchális lett családnak a felbomlását. A kapitalista viszonyok kialakulását, a századvég szociális ellentéteit, és a munkásmozgalom kialakulását.
A trilógia első regénye a „Jauni avoti“ („Új források” 1909) bemutatta a patriarchális lett családfelbomlásának, a családi egység szétesésének, a folyamatát. A második rész „Zīda tīklā” („Selyemhálóban” 1912) az átalakuló lett társadalom lehetőségeit rajzolta fel, a kispolgárrá, vagy a munkássá, válást. A városba kerültek perspektíváit, élethelyzeteit. A harmadik regény „Ziemeļu vējš” („Északi szél” 1921) az 1905-ös forradalomról szólt. A munkásmozgalom és a polgári társadalom harcáról az Orosz Birodalom peremén.
Tíz évvel később újra elővette régi hőseit és újabb regényekben folytatta a Robežniek család szerteágazó élettörténetét. mint például a „Jāņa Robežnieka parnakšana” („Janis Robežniek visszatérése” 1932) „Jāņa Robežnieka nāve” („Janis Robežniek halála” 1933) és a „Vecās ēnas” („Ősi árnyékok” 1934). Összességében a Robežniek család tagjainak életéről szóló regények a száma végül 8 lett.
Az első Lett köztársaság idején írt további művei is a fennálló rend elleni tiltakozás jegyében születtek, és jellemzőjük az igen erős társadalomkritika.
1934-ben Kārlis Ulmanis nemzeti kormányának hatalomra kerülését követően Andrejs Upīts publikációs tilalom alá került, műveit betiltották. 11 év hallgatás után 1945-ben jelent meg új regénye a „Zaļā zeme” („A zöld föld” 1945) ennek központi témája a lett falu népi kultúrája az 1880-as 1890-es években. Ezért a regényért 1946-ban megkapta a Szovjetunió állami díját a Szálin díjat. Ez a legsikeresebb, a legtöbb idegen nyelvre lefordított műve.
Regényírói tevékenysége mellett nagyon jelentős az újságírói tevékenysége és igen sikeres novellista. Novellái között a legismertebbek a szatirikus vallásellenes és antifasiszta írásai.
A Lett SZSZK megalakulását követően irodalmi munkássága háttérbe szorult. Mindössze egy regénye jelent meg, 1951-ben a „Plaisa mākoņos” („Szakadoznak a felhők”). Ez a regény a szocialista realizmus jellegzetes alkotása a Rigai munkások életéről.
Ekkor elsősorban egyetemi oktatói, irodalom szervezői és tudományos munkásságának élt. Ennek oka lehetett, hogy a „Ziedošais tuksnesis” („A virágzó pusztaság”) című drámájának bemutatását betiltották. És irodalomtörténeti művét „Literatūras vēsture” („Az irodalom története”) sem engedték kiadni.
Upīts színműíróként is jelentős alkotója volt a lett irodalmi életnek. Színműírói munkásságát maga osztotta ciklusokra. Első drámaíró ciklusában keletkezett művei az 1905-ös orosz forradalom és az első világháború közötti évek történéseiről, konfliktusairól szóltak. „Balss un atbalss” („Hang és visszhang” 1911), „Viens un dazdzie” („Egy és sok” 1914), „Saule un tvaiks” („Nap és pára” 1918). Az önálló Lettország létrejöttét követően egy történelmi ciklussal jelentkezett: „Mirabeau” (1926), „Jeanne d’Arc” (1930), „Spartacus” (1943). A drámák mellett szatirikus vígjátékokat is írt. Szatirikus művei közül, talán betiltása miatt, legismertebb az 1941-ben írt „Ziedošais tuksnesis” („A virágzó pusztaság”) című színműve. Ebben a hatalmaskodókat gúnyolta ki.
Mint akadémikus, egyetemi oktató több összefoglaló irodalomtörténeti művet írt a lett irodalomról és a világ regényirodalmáról. Irodalom kritikusként előszeretettel használta a humor és szatíra eszközeit. Irodalomelméleti munkásságának fontos darabja az 1951-ben megjelent „A szocialista realizmus kérdései az irodalomban” című kötet.

## Legfontosabb művei

### Regények, elbeszélések
- Jauni avoti (Új források 1909)
- Sieviete (Az asszony 1910)
- Zīda tīklā (Selyemhálóban 1912)
- Pēdējais latvietis (Az utolsó lett 1913)
- Zelts (Az arany 1914)
- Renegāti (Renegátok 1915)
- Ziemeļa vējš (Északi szél 1921)
- Perkona pievārtē (1922)
- Pa varavīksnes tiltu (Szivárvány hídján 1926)
- Zem naglota papēža (Szöges sarok alatt 1928)
- Jāņa Robežnieka nāve (Janis Robežniek halála 1932)
- Vecās ēnas (Ősi árnyékok 1934)
- Zaļā zeme (A zöld föld 1945)
- Plaisa mākoņos (Szakadoznak a felhők 1951)

### Színművek
- Dzimumdienas rītā (Születésnap reggele 1905)
- Balss un atbalss/ triloģija (Hang és visszhang“ 1911)
- Peldētāja Zuzanna (Zsuzsanna fürdője 1922)
- Kaijas lidojums (A sirály röpte 1925)
- Mirabo (Mirabeau 1926)
- Apburtais loks (Bűvös kör 1929)
- Žanna d'Arka (Jeanne d'Arc 1930)
- Ziņģu Ješkas uzvara (1933)
- Spartaks (Spartacus 1943)

### Magyar fordítások
- Kakukk út, Forditotta: Brodszky Erzsébet, Budapest: Európa Könyvkiadó, 351-366. o. (1976). ISBN 963-07-0915-5
- A lett irodalom kistükre, Fordította: Brodszky Erzsébet, Budapest: Európa Könyvkiadó, 299-307. o. (1977). ISBN 963-07-0933-3
- (1979. december) „Les tresos des humbles”. Szovjet irodalom, 128-136. o.